# Pierre Achille Poirot
Pour les articles homonymes, voir Poirot.
Pierre Achille Poirot est un peintre français né à Alençon le 20 avril 1797 et mort à Paris le 23 août 1855.

## Biographie

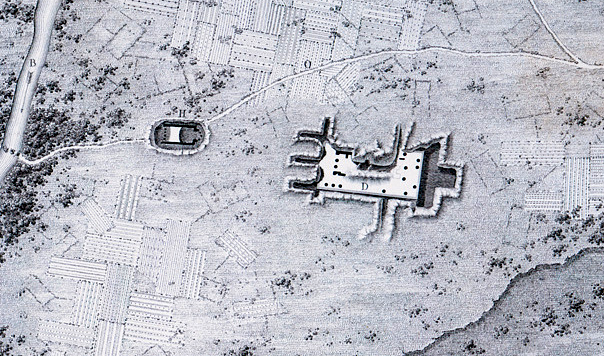
Plan des premières fouilles archéologiques d'Olympie par l'expédition de Morée en mai 1829, avec le temple de Zeus Olympien (par Guillaume-Abel Blouet et Pierre Achille Poirot)

Pierre Achille Poirot fut membre de la section d'architecture et de sculpture de l'expédition scientifique de Morée en 1829. Il participa ainsi aux premières fouilles archéologiques jamais réalisées sur site d'Olympie et notamment à la découverte du temple de Zeus Olympien.

## Œuvres dans les collections publiques
En France
- Chartres, musée des Beaux-Arts : La Porte Guillaume, huile sur toile, 32,5 × 46 cm[4] ;
- Paris, musée Carnavalet : Façade de l'église Saint-Étienne-du-Mont.